# Lorenzo Giancaterino
Lorenzo Nicolas Giancaterino, né le 4 août 1990 à Mons (Belgique), est un joueur belge de basket-ball. Il évolue au poste d'arrière.

## Carrière

### Palmarès

#### En club
- Vainqueur de la Coupe de Belgique en 2011 avec Dexia Mons-Hainaut.